# Warmte-beïnvloede zone

Dwarsdoorsnede van een stuiklas. Donkergrijs stelt de las zelf voor; het middelgrijze gebied daaromheen is de warmte-beïnvloede zone.

De warmte-beïnvloede zone (WBZ) is een zone in materiaal dat door lassen of een andere bewerking met grote warmte-inbreng (bijvoorbeeld lasersnijden en plasmasnijden) niet gesmolten is maar waarvan wel de kristalstructuur en eigenschappen zijn veranderd door de grote hitte-inbreng en de daaropvolgende koeling. Het kan metaal betreffen maar ook bijvoorbeeld een kunststof.

## Problemen die kunnen optreden
- martensietvorming: Door de verhitting en daaropvolgende koeling kan een harde en brosse kristalstructuur ontstaan, die bekendstaat als martensiet. Dit is goed bestand tegen drukkracht, maar niet tegen trek- en buigkracht.
- koudscheuren / waterstofscheuren: De WBZ trekt eenvoudig waterstof aan, vooral in staalsoorten met een hoog koolstofgehalte. Waterstof, dat vooral afkomstig kan zijn van een vervuild oppervlak of van lastoevoegmateriaal, wordt als waterstof-ionen (H+) ingevangen in de WBZ maar diffundeert langzaam door het materiaal en vormt uiteindelijk moleculair waterstofgas (H2) dat veel meer volume inneemt, daardoor de kristalstructuur verstoort en daardoor scheuren veroorzaakt. Deze waterstofscheuren treden pas na enige tijd op. Daarbij kan het gebeuren dat een lasverbinding na verloop van tijd ineens met een knal kapot springt. Dit probleem is onder andere te voorkomen door een juiste materiaalkeuze, door waterstofarme toevoegmaterialen te gebruiken en voor- en na te verwarmen, zodat het gevormde waterstofgas de tijd krijgt uit het materiaal te ontsnappen.
- precipitatie: Carbiden die staal hun sterkte geven, kunnen door de hitte van het lassen naar buiten diffunderen. Daardoor verliest het staal in de WBZ aan sterkte.
- lasbederf (weld decay): Dit kan optreden in de WBZ tijdens het lassen van chroomhoudend austenitisch roestvast staal: bij temperaturen rond 500-800 °C diffundeert koolstof uit metaalkristallen naar buiten en reageert met het daar aanwezige chroom tot chroomcarbide. Staal verliest daardoor een deel van de roestbestendigheid.

## Factoren die invloed hebben
De belangrijkste factoren die invloed hebben op de kwaliteit van de warmte-beïnvloede zone, zijn:
- de hoeveelheid ingebrachte warmte en de wijze van verhitting: Sommige lasprocessen zoals elektronenbundellassen en laserlassen verhitten het werkstuk zeer plaatselijk, waardoor de WBZ erg klein blijft. Andere lasprocessen, zoals autogeen lassen en elektroslaklassen kennen een zeer sterke warmte-inbreng en een trage afkoeling.
- de thermische geleidbaarheid van het gebruikte materiaal (werkstuk en toevoegmiddel): Als het materiaal van het werkstuk warmte goed geleidt (bijvoorbeeld aluminium en koper), kan de toegevoegde warmte na de bewerking snel wegvloeien en daalt de temperatuur van het werkstuk snel. De warmte-beïnvloede zone blijft dan relatief klein.
- de snelheid van afkoelen na de bewerking: Dun materiaal koelt sneller af dan zeer dik materiaal. Ook de omgevingstemperatuur heeft invloed op de snelheid van afkoeling.
- nabehandeling: nagloeien. Door het materiaal na het lassen een tijd op een hoge temperatuur te houden, krijgt waterstof uit het materiaal de kans om te ontsnappen en kunnen spanningen die tijdens het lassen in het materiaal zijn ontstaan, verminderen.